# Tilapia guinasana
Tilapia guinasana — вид окунеподібних риб родини цихлових (Cichlidae).

## Поширення

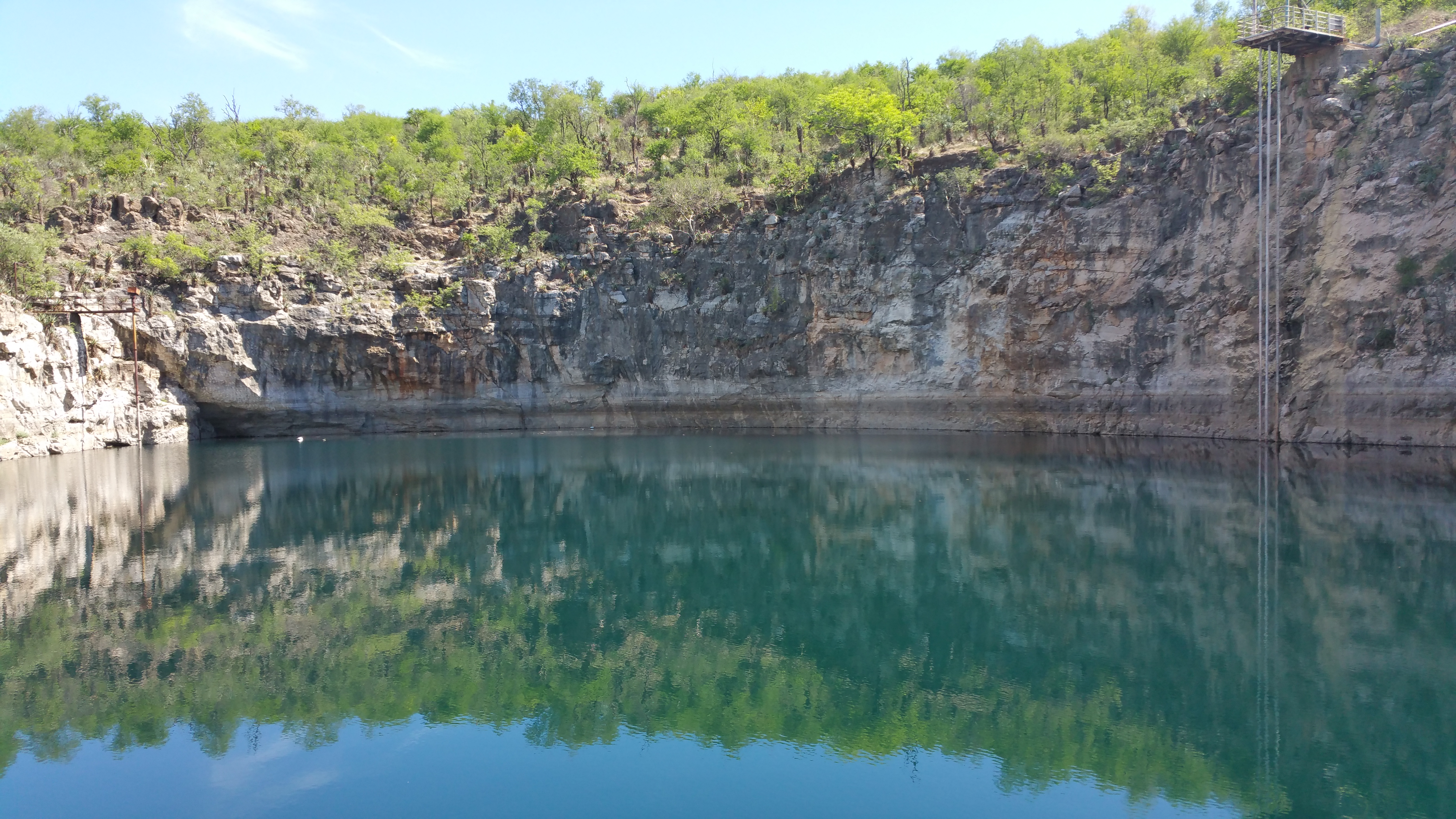
Озеро Гуїнас — типове місцезнаходження виду

Ендемік Намібії. Історично вид був поширений лише в карстовому озері Гуїнас (площею 0,66 га) на півночі країни. З метою збереження, вид інтродуковано у сусіднє озеро Отджікото (0,52 га). Рибку зрідка утримують у садових ставках в Південній Африці та акварумах.

## Опис
Тіло завдовжки до 14 см. У шлюбний період забарвлення тіла чорного кольору. Забарвлення у позашлюбний період досить мінливе. Відомо 5 морф: оливкова, оливкова смугаста, темно-синя, синя смугаста та світло-синя. Крім того, риби можуть бути з білими, жовтими та чорними плямами. Цікаво, що популяція в озері Отджікото має менш виражену поліморфність ніж аборигенна популяція в Гуїнасі.

## Спосіб життя
Риба тримається косяками. Живе вздовж обривистого берега. Трапляється на глибині від поверхні озера до 67 м (максимальна глибина озера 150 м). Ікру відкладає у розломи в кам'янистому березі озера. Батьки охороняють ікру та мальків. Риба живиться одноклітинними водоростями (переважно діатомовими) та дрібними безхребетними.